# 24162 Аскасі
24162 Аскасі (24162 Askaci) — астероїд головного поясу, відкритий 17 листопада 1999 року.
Тіссеранів параметр щодо Юпітера — 3,333.